# Ross 19
Ross 19 är en dubbelstjärna belägen i norra delen av stjärnbilden Triangeln. Den har en skenbar magnitud av ca 12,70 och kräver ett teleskop för att kunna observeras. Baserat på uppmätt parallax på ca 57,33 mas beräknas den befinna sig på ett avstånd av ca 56,9 ljusår (ca 17,44 parsec) från solen. Den rör sig närmare solen med en heliocentrisk radialhastighet av ca -28 km/s.

## Observation

### Ross 19A

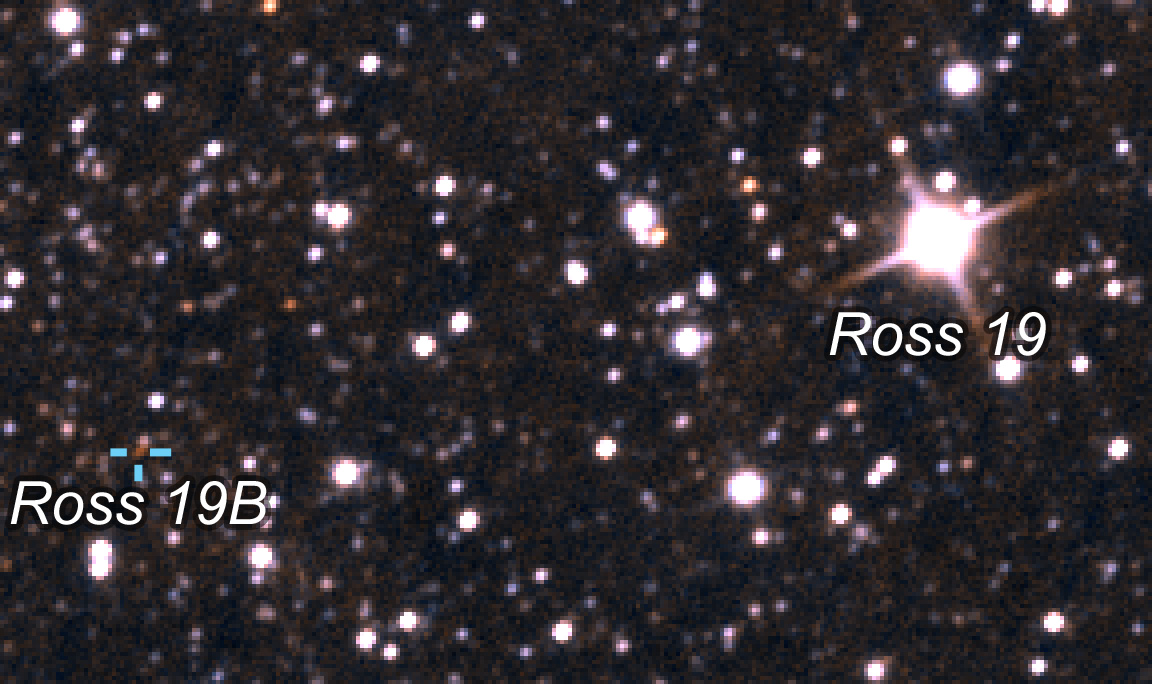
Ross 19A (ljusstark stjärna) och Ross 19B (markerad med ett blått hårkors)
Foto: NASA WISE & unWISE (Meisner et al. 2022)

Ross 19A upptäcktes 1925 av Frank E. Ross som en egenrörelsestjärna med hjälp av Yerkesobservatoriet och arkiverade fotografiska plåtar av E. E. Barnard. År 1985 publicerades den första spektrala informationen av W. P. Bidelman, baserat på observationer av Gerard Kuiper, som rapporterade att stjärnan hade en skenbar magnitud på 12,70 och spektraltyp M3,5. År 2020 observerades stjärnan vid Lick Observatory och med IRTF. Ross 19A har en massa på cirka 0,36 solmassa och har en ålder mellan 3,6 och 11 miljarder år. Den har metallicitet lägre än solen och en effektiv temperatur på cirka 3 500 K. Den visar ingen variabilitet och inte några flares.

### Ross 19B
Ross 19B (även kallad CWISE J021948.68+351845.3) upptäcktes ursprungligen i Backyard Worlds-projektet av amatörastronomerna Samuel Goodman, Léopold Gramaize, Austin Rothermich och Hunter Brooks. Den observerades sedan 2020 av professionella astronomer vid Keck Observatory, som uppmätte en J-bandsmagnitud på 21,14 ± 0,02. Forskarna beräknade att Ross 19B med 100 procent sannolikhet är bunden till Ross 19A. Ross 19B har en mycket låg temperatur på omkring 400–615 K (127–342 °C), vilket gör den antingen till en sen T-dvärg eller en Y-dvärg. Den har en massa mellan 15 och 40 jupitermassor, vilket gör den till en brun dvärg. Stjärnornas vida separation resulterar i en extremt låg gravitationsbindningsenergi. Det föreslås att Ross 19B har en sub-solar metallicitet som liknar den röda dvärgen. Senare observation med Gemini North visade en magnitud i Y-bandet på 21,86 ± 0,06. Detta tyder på att spektraltypen sannolikt ligger mellan T9 och Y0.